# Nagrada za trenera godine NFL-a
Nagrada za trenera godine NFL-a je nagrada koju svake godine dodjeljuje američka novinska agencija Associated Press treneru u NFL ligi kojeg se smatra najistaknutijim u sezoni. Associated Press nagradu za najboljeg trenera dodjeljuje od 1957. godine.
Najviše osvojenih nagrada ima Don Shula, osvojio ju je četiri puta. Trenutni osvajač nagrade, za sezonu 2019., je trener Baltimore Ravensa John Harbaugh.

### Osvajači nagrade od 2010. godine
| Sezona | Igrač          | Momčad               |
| ------ | -------------- | -------------------- |
| 2010.  | Bill Belichick | New England Patriots |
| 2011.  | Jim Harbaugh   | San Francisco 49ers  |
| 2012.  | Bruce Arians   | Indianapolis Colts   |
| 2013.  | Ron Rivera     | Carolina Panthers    |
| 2014.  | Bruce Arians   | Arizona Cardinals    |
| 2015.  | Ron Rivera     | Carolina Panthers    |
| 2016.  | Jason Garrett  | Dallas Cowboys       |
| 2017.  | Sean McVay     | Los Angeles Rams     |
| 2018.  | Matt Nagy      | Chicago Bears        |
| 2019.  | John Harbaugh  | Baltimore Ravens     |